# عزمي الشعيبي
عزمي صالح محمد الشعيبي (وُلد في 20 أكتوبر 1947 في القدس) هو طبيب أسنان وسياسي فلسطيني وعضو في حزب فدا، كان وزيرًا للشباب والرياضة في حكومة ياسر عرفات الأولى، اُنتخب عضوًا عن دائرة محافظة رام الله والبيرة وممثلًا عن حزب الاتحاد الديمقراطي الفلسطيني في المجلس التشريعي الفلسطيني الأول عام 1996 وحصل على 12,962 صوت. وهو الآن مفوض مؤسسة الائتلاف من أجل النزاهة والمساءلة (أمان). نشأ في حي وادي الجوز بمدينة القدس لأسرة من قرية دير غسانة في قضاء رام الله، لاحقًا انتقل للسكن في مدينة البيرة.